# Stracciatella (înghețată)
Stracciatella (în italiană: [strattʃaˈtɛlla]) este o varietate de înghețată cu fire fine de ciocolată stropite prin ea. A fost creată inițial în 1961 la Ristorante La Marianna din Bergamo (nordul Italiei). Stracciatella a fost inspirată de supa de stracciatella, făcută din bulion în care se stropește ou bătut, populară în Roma.

## Descriere

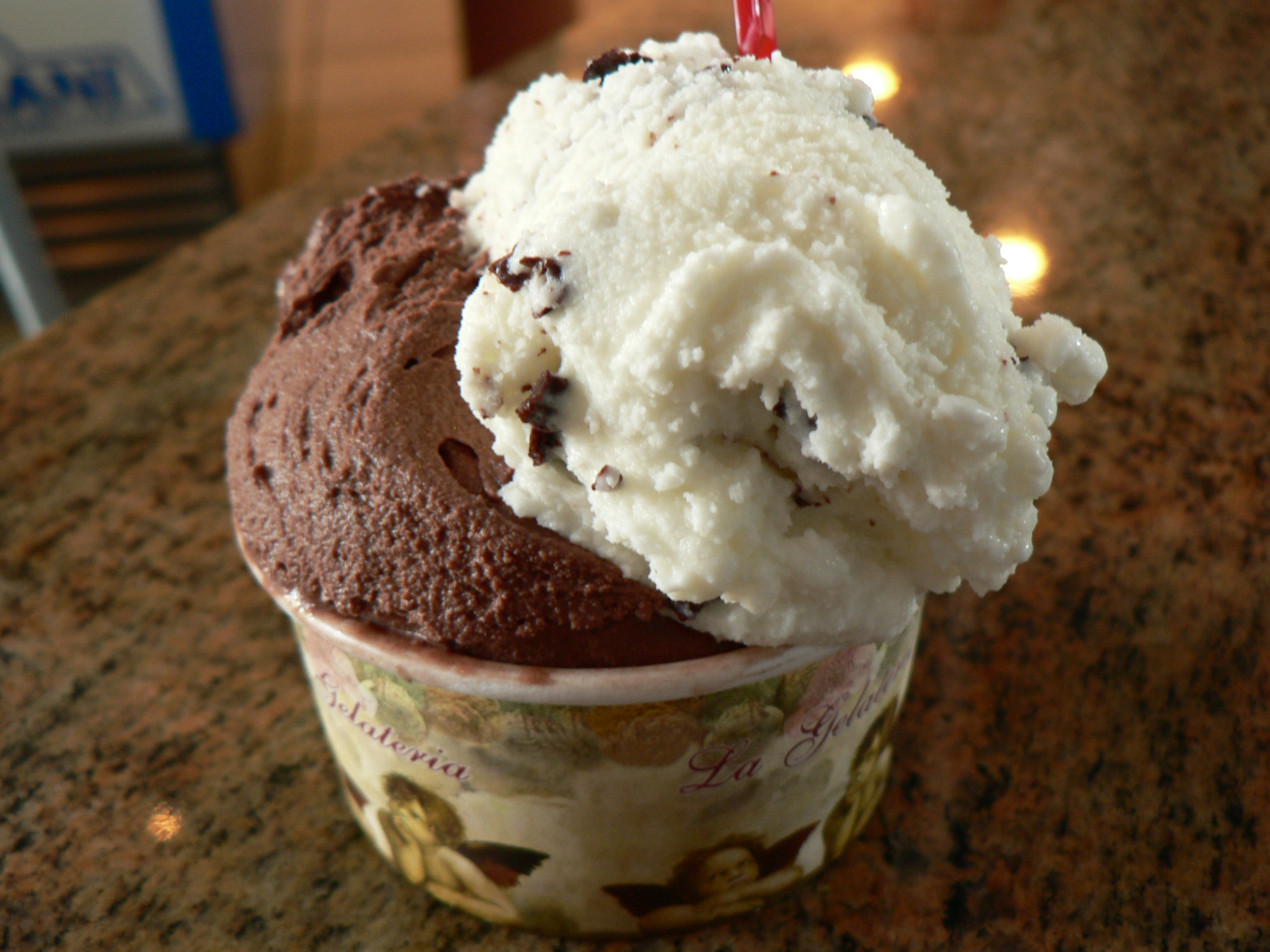
Stracciatella peste înghețată de ciocolată

Producătorii produc efectul prin picurarea ciocolatei topite peste înghețata simplă cu lapte, spre sfârșitul procesului de batere; ciocolata se solidifică imediat după ce intră în contact cu înghețata rece, apoi este sfărâmată și încorporată în înghețată cu o spatulă. Acest proces creează fărâmițele de ciocolată care dau stracciatella numele, cuvântul care înseamnă „fărâmiță mică” în italiană. Deși înghețata stracciatella implică în mod tradițional înghețată cu lapte și ciocolată cu lapte, variante moderne pot fi făcute și cu vanilie și ciocolată neagră.

## Origine

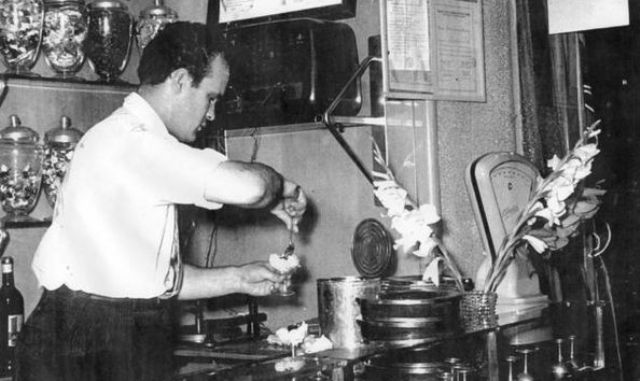
Enrico Panattoni

Enrico Panattoni, proprietarul La Marianna, o gelaterie din Bergamo, în nordul Italiei, a inventat felul de mâncare în 1961. Potrivit lui Panattoni, ideea i-a venit după ce s-a săturat să amestece ouă în supă pentru a satisface clienții restaurantului său care cereau încontinuu supă stracciatella.
Era pasionat de gătit și patiserie și, după numeroase experimente, a produs o înghețată albă făcută din cremă presărată cu bucăți neregulate de ciocolată neagră. În timpul procesului de congelare, a introdus o doză de ciocolată neagră topită, care s-a solidificat instantaneu și apoi a fost mărunțită de paletele mașinii de înghețată.
Ciocolata topită care se solidifică și se sparge în congelatorul de mâncăruri amintește de oul care se leagă în supa clocotită a stracciatellei alla romana. „Stracciatella alla romana era cel mai faimos consommé și, odată cu acea supă, căutam o înghețată care să poată fi îndrăgită și apreciată de clienții mei”, a spus Panattoni.